# Аберрация входного зрачка
Аберра́ция входно́го зрачка́ — дефект изображения, создаваемого оптической системой, связанный с изменением положения входного зрачка для разных углов поля зрения и/или изменением формы зрачка. Иногда встречается в оптических системах с небольшими относительными отверстиями, а также в системах с большими угловыми полями изображения (например, широкоугольных объективах).
Аберрации входного зрачка могут определяться, как разность между точками пересечения, апертурной диафрагмы системы реальным лучом и параксиальным лучом для главной длины волны.
Также проявляется при съёмке с близкого расстояния.